# West Ham United F.C.
West Ham United Football Club là một câu lạc bộ bóng đá chuyên nghiệp Anh đặt trụ sở tại vùng phía đông thành phố Luân Đôn, thủ đô nước Anh. West Ham United đã 3 lần đoạt Cúp FA, 1 lần đoạt Cúp C2 châu Âu, 1 lần đoạt UEFA Europa Conference League và 1 lần đoạt cúp Intertoto.
Sân nhà của câu lạc bộ là sân vận động Olympic với sức chứa khoảng 60.000 khán giả. Biệt danh của câu lạc bộ là "The Irons" hoặc "The Hammers" (những cái búa). Các đối thủ truyền thống của West Ham United là các câu lạc bộ cùng thành phố London như Arsenal, Chelsea và Tottenham Hotspur. Hiện nay, câu lạc bộ đang thi đấu tại giải bóng đá ngoại hạng Anh (Premier League).

## Lịch sử

### Xuất phát

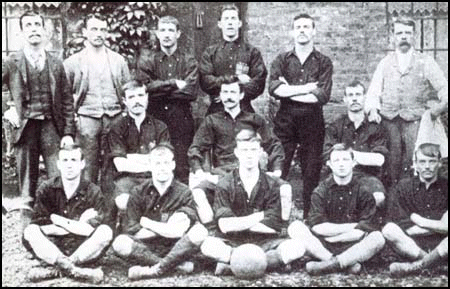
Ảnh chính thức đầu tiên của câu lạc bộ, khi còn mang tên Thames Ironworks vào năm 1895

Phiên bản sớm nhất của câu lạc bộ West Ham United được chấp nhận chính thức được thành lập vào năm 1895 với tên gọi là Thames Ironworks F.C., đội bóng của công ty xây dựng tàu lớn nhất và cuối cùng còn sót lại trên sông Thames, công ty Thames Ironworks and Shipbuilding Company, do công nhân kiêm trọng tài liên địa phương Dave Taylor và chủ sở hữu Arnold Hills sáng lập. và được thông báo trên tờ báo Thames Ironworks Gazette vào tháng 6 năm 1895. Thames Ironworks có trụ sở tại Leamouth Wharf ở Blackwall và Canning Town trên cả hai bờ của sông River Lea, nơi sông Lea gặp sông Thames. Thames Ironworks đã xây dựng nhiều tàu và công trình khác nhau, phổ biến nhất là tàu HMS Warrior. Tàu cuối cùng được xây dựng ở đó là tàu hạm HMS Thunderer vào năm 1912 và công xưởng đã đóng cửa sớm sau đó.
Nhà máy sửa chữa của Castle Shipping Line cũng nằm gần kế bên và đội bóng của họ, ban đầu được biết đến với tên gọi Castle Swifts, sẽ hòa nhập không chính thức với đội bóng của Thames Ironworks.
Đội bóng thi đấu với tư cách hoàn toàn là một đội nghiệp dư trong ít nhất năm 1895, với đội hình bao gồm một số nhân viên công trường. Thomas Freeman là thủy thủ đốt và Walter Parks, một thư ký. Johnny Stewart, Walter Tranter và James Lindsay đều là thợ hàn. Nhân viên khác bao gồm William Chapman, George Sage và Fred Chamberlain, cũng như người nối ống học việc Charlie Dove, người đã có ảnh hưởng lớn đến tương lai của câu lạc bộ sau này.
| 1895–96: First kit |

Thames Ironworks đã giành chiến thắng trong West Ham Charity Cup, một giải đấu tranh tài giữa các câu lạc bộ trong khu vực West Ham, vào năm 1895, sau đó giành chức vô địch London League vào năm 1897. Họ chuyển sang chuyên nghiệp vào năm 1898 khi tham gia Southern League Second Division, và được thăng hạng lên First Division ngay trong lần thử sức đầu tiên. Năm tiếp theo, họ xếp thứ hai từ dưới cùng, nhưng đã xác định mình là một đội bóng cạnh tranh đầy đủ. Họ dễ dàng đánh bại đối thủ địa phương Fulham trong trận đấu play-off giảm hạng, với tỷ số 5-1 vào cuối tháng 4 năm 1900 và giữ vững vị trí trong First Division.
Ban đầu, đội bóng chơi trong bộ trang phục màu xanh đậm, lấy cảm hứng từ ông Hills, người đã từng là một cầu thủ đại học Oxford "Blue," nhưng thay đổi mùa giải sau bằng cách áp dụng bộ áo màu xanh trời và quần đùi trắng màu trắng màu xanh đậm và quần đùi màu trắng kết hợp được mặc từ năm 1897 đến năm 1899.
Sau khi có những tranh chấp ngày càng nảy sinh về quản lý và tài chính của câu lạc bộ, vào tháng 6 năm 1900, Thames Ironworks F.C. đã bị giải tán và gần như ngay lập tức được tái khởi động với tên West Ham United F.C. - phản ánh khu vực West Ham, London nơi họ thi đấu - vào ngày 5 tháng 7 năm 1900, với Syd King làm huấn luyện viên và người sẽ trở thành huấn luyện viên tương lai Charlie Paynter làm trợ lý. Bởi vì gốc gác và liên kết với "đội bóng nhà máy" gốc (vẫn được biểu tượng hóa trên huy hiệu câu lạc bộ), họ vẫn được biết đến là "the Irons" hoặc "the Hammers" trong lòng các cổ động viên và truyền thông.

### Sinh ra của West Ham United (1901-1961)
West Ham United gia nhập Western League vào mùa giải năm 1901 và tiếp tục thi đấu ở Southern Division 1. Năm 1907, West Ham được vinh danh là nhà vô địch Western League Division 1B, sau đó đánh bại nhà vô địch 1A là Fulham 1-0 để trở thành nhà vô địch tổng cộng của Western League. Câu lạc bộ mới tái khởi đầu tiên tiếp tục chơi các trận đấu tại Memorial Grounds ở Plaistow (do Arnold Hills tài trợ) nhưng sau đó chuyển đến một sân bóng ở khu vực Upton Park với tên gọi Boleyn Ground vào năm 1904. Trận đấu đầu tiên của West Ham tại sân nhà mới là trận đấu với đối thủ gạo cội rivals Millwall (chính là một đội bóng của Ironworks, dù là cho một công ty đối thủ), thu hút 10.000 khán giả và West Ham giành chiến thắng 3-0, và theo như Daily Mirror viết vào ngày 2 tháng 9 năm 1904, "Được ưu đãi bởi thời tiết trở nên tốt sau những mưa lớn vào buổi sáng, West Ham United đã bắt đầu mùa giải của họ một cách thuận lợi nhất vào tối hôm qua; khi họ đánh bại Millwall với tỷ số 3 bàn không gỡ trên sân mới tại Upton Park."

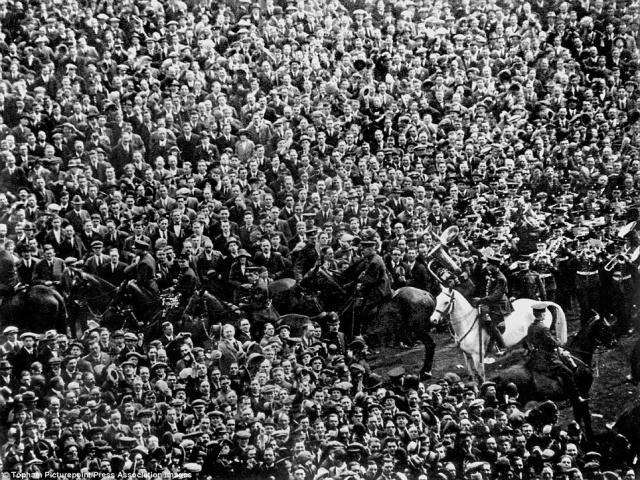
Billie con ngựa trắng, vị cứu tinh của trận chung kết FA Cup 1923

Năm 1919, vẫn dưới sự lãnh đạo của King, West Ham được chấp thuận vào Football League Second Division, trận đấu đầu tiên của họ là trận hòa 1-1 với Lincoln City, và thăng hạng lên First Division năm 1923, cũng như tham dự trận chung kết FA Cup đầu tiên được tổ chức tại Wembley Stadium cũ. Đối thủ của họ là Bolton Wanderers. Trận đấu còn được biết đến với tên gọi "White Horse Final", được đặt theo tên một con ngựa trắng (thực chất là màu xám) được cưỡi bởi cảnh sát viên George Scorey. Ước tính có khoảng 200.000 người đến xem trận đấu, tràn ra sân bóng, và trước khi bắt đầu trận đấu, phải tống khứ sân bằng "Billie", con ngựa trắng khổng lồ này. Trận chung kết kết thúc với tỷ số 2-0 nghiêng về phía Bolton. Đội bóng có kết quả khá phức tạp ở First Division nhưng vẫn duy trì vị trí của mình trong mười năm và lọt vào bán kết FA Cup năm 1933.
Năm 1932, câu lạc bộ bị xuống hạng xuống Second Division và người đứng đầu lâu dài Syd King bị sa thải sau khi phục vụ câu lạc bộ trong vai trò huấn luyện viên trong 32 năm, và là cầu thủ từ năm 1899 đến năm 1903. Sau khi bị xuống hạng, King gặp vấn đề về sức khỏe tâm thần. Ông xuất hiện say rượu tại một cuộc họp hội đồng và sau đó tự tử. Ông được thay thế bằng trợ lý huấn luyện viên Charlie Paynter, người đã từng làm việc với West Ham ở nhiều vai trò kể từ năm 1897 và đảm nhiệm vai trò này cho câu lạc bộ đến năm 1950 với tổng cộng 480 trận. Câu lạc bộ đã chiếm phần lớn ba mươi năm tiếp theo ở hạng đấu này, trước tiên dưới sự lãnh đạo của Paynter và sau đó là dưới sự lãnh đạo của cựu cầu thủ Ted Fenton.
Ted Fenton đã thành công trong việc giúp câu lạc bộ thăng hạng trở lại hạng đấu cao nhất của bóng đá Anh vào năm 1958. Với đóng góp đáng kể của cầu thủ Malcolm Allison, Fenton đã giúp phát triển cả đội hình sáng giá của West Ham trong tương lai và phong cách chơi bóng đá của câu lạc bộ.

### Những năm vinh quang (1961-1986)
Ron Greenwood được bổ nhiệm làm người kế nhiệm của Fenton vào năm 1961 và nhanh chóng dẫn dắt câu lạc bộ giành được hai danh hiệu lớn, vô địch 1964 FA Cup Final. Đội bóng được dẫn dắt bởi cầu thủ trẻ Bobby Moore. West Ham cũng giành chiến thắng trong Cúp C2 Châu Âu vào năm sau đó. Trong World Cup 1966, các thành viên quan trọng của đội tuyển Đội tuyển Anh vô địch, bao gồm đội trưởng Bobby Moore; Martin Peters (ghi bàn trong trận chung kết); và Geoff Hurst, người ghi bàn hat-trick đầu tiên trong trận chung kết World Cup nam. Tất cả ba cầu thủ này đã trưởng thành từ đội trẻ của West Ham. 

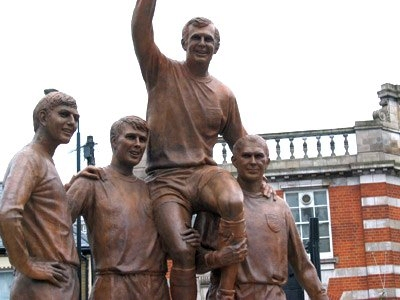
Tượng Champions tại đường Barking

Có một tượng "Champions" trên đường Barking, đối diện với quán Boleyn Tavern, tưởng nhớ ba "người con" của West Ham đã giúp giành chức vô địch World Cup 1966: Bobby Moore, Geoff Hurst và Martin Peters. Tượng cũng bao gồm cầu thủ Everton là Ray Wilson.
Sau một khởi đầu khó khăn trong mùa giải 1974-75, Greenwood chuyển lên "lầu trên" để trở thành giám đốc điều hành và mà không thông báo cho ban quản trị, ông bổ nhiệm trợ lý của mình John Lyall làm huấn luyện viên đội. Kết quả là thành công tức thì - đội ghi 20 bàn thắng trong bốn trận đầu tiên và giành chức vô địch FA Cup, trở thành đội cuối cùng giành FA Cup với đội hình toàn Anh khi họ đánh bại Fulham 2-0 trong trận chung kết năm 1975. Đội Fulham bao gồm hai cựu đội trưởng của đội tuyển Anh, Alan Mullery và huyền thoại Bobby Moore của West Ham. Lyall sau đó dẫn dắt West Ham vào trận chung kết Cúp C2 Châu Âu năm 1976, mặc dù đội thất bại 2-4 trước đội Bỉ Anderlecht. Thời gian làm giám đốc điều hành của Greenwood chỉ kéo dài chưa đến ba năm, khi ông được bổ nhiệm làm huấn luyện viên của tuyển Anh sau khi Don Revie từ chức vào năm 1977.
Năm 1978, West Ham lại bị rớt xuống Hạng hai, nhưng Lyall vẫn được giữ lại làm huấn luyện viên và dẫn dắt đội giành chiến thắng trong trận chung kết FA Cup 1980 với tỷ số 1-0 đánh bại Arsenal, lần cuối cùng một đội bóng đến từ hạng đấu dưới cùng giành FA Cup. Họ lọt vào chung kết sau khi đánh bại Everton trong bán kết. West Ham được thăng hạng lên Hạng nhất vào năm 1981 và đứng trong top mười Hạng nhất trong ba mùa giải tiếp theo trước khi đạt vị trí cao nhất trong lịch sử giải đấu là hạng ba vào mùa giải 1985-1986; một nhóm cầu thủ được biết đến với biệt danh The Boys of 86.
Tuy nhiên, "Hammers" lại trải qua một kỳ nghỉ hạng vào năm 1989, dẫn đến việc sa thải Lyall. Ông được trả tiền ex gratia 100.000 bảng nhưng rời câu lạc bộ trong những hoàn cảnh ông miêu tả là "đáng buồn", chỉ được ghi 73 từ trong một lời công nhận ngắn gọn về sự phục vụ của ông trong chương trình của câu lạc bộ. Lyall rời West Ham sau 34 năm phục vụ.

Biểu đồ biểu diễn hàng năm của West Ham kể từ khi tham gia Football League

Sau Lyall, Lou Macari tạm thời dẫn dắt đội, nhưng ông từ chức sau chưa đầy một mùa giải để giải tỏa tên tuổi của mình khỏi những cáo buộc cá cược bất hợp pháp khi làm huấn luyện viên của Swindon Town.
Ông được thay thế bởi cựu cầu thủ Billy Bonds. Trong mùa giải đầu tiên của Bonds, 1990–91, West Ham lại giành được suất thăng hạng lên Hạng nhất. Quay lại hạng trên, Bonds đã dẫn dắt West Ham qua một trong những mùa giải gây tranh cãi nhất của họ. Với câu lạc bộ đang lập kế hoạch giới thiệu một kế hoạch trái phiếu, đã có sự bất đồng trong đám đông. West Ham kết thúc đứng cuối và bị rớt xuống hạng Đệ nhất sau chỉ một mùa giải. Tuy nhiên, họ phục hồi mạnh mẽ vào mùa giải 1992-1993. Với Trevor Morley và Clive Allen ghi được 40 bàn, họ đảm bảo vị trí thứ hai vào ngày cuối cùng của mùa giải bằng chiến thắng 2-0 trên sân nhà trước Cambridge United, và cùng đó là việc thăng hạng lên Premier League.

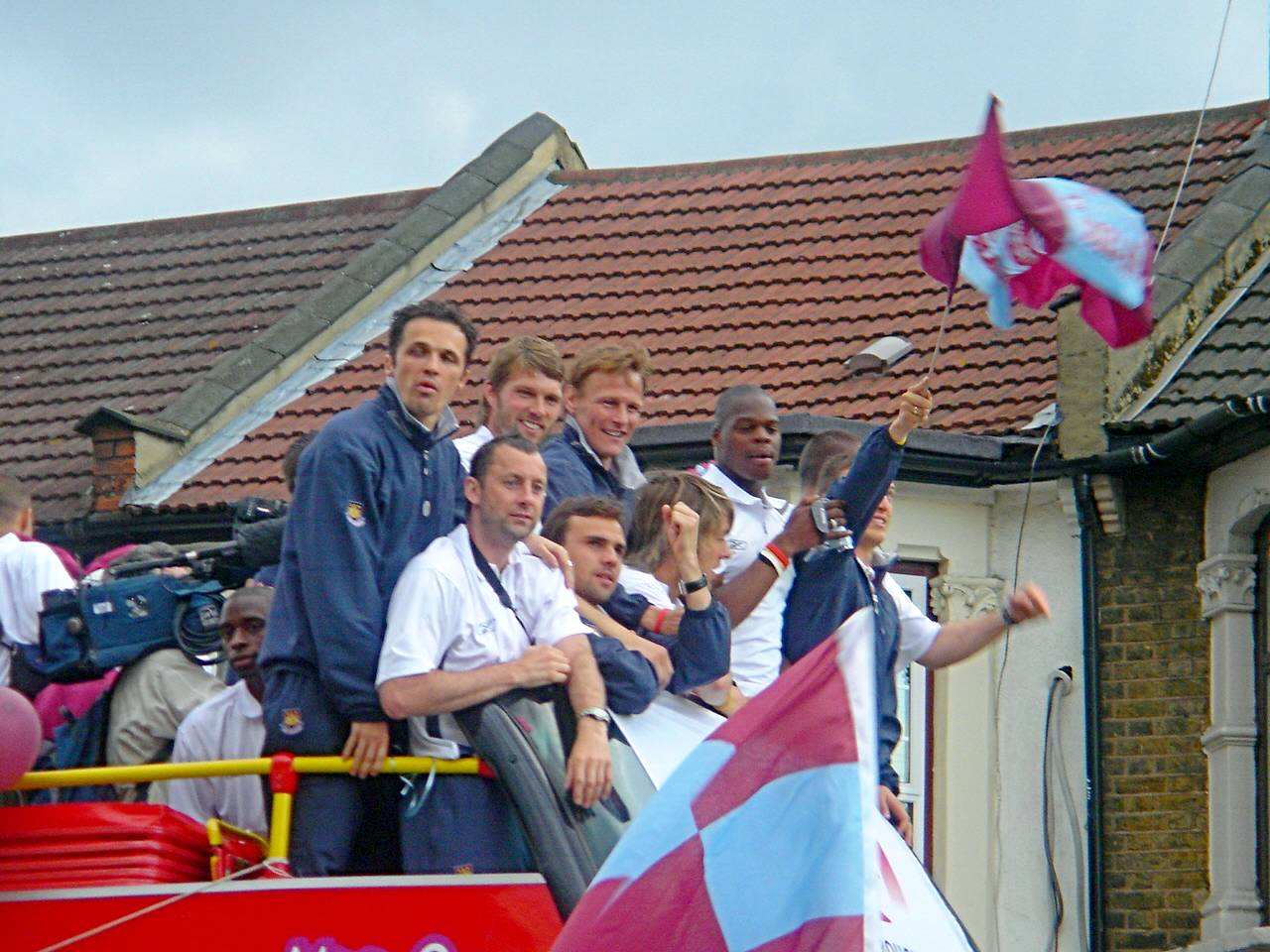
Các cầu thủ West Ham trên xe buýt mở trên đường Upton Park chào mừng chiến thắng trong trận chung kết play-off năm 2005 tại Cardiff. Từ trái sang phải: Shaun Newton (cúi xuống), hàng sau, Matthew Etherington, Jimmy Walker, Teddy Sheringham, Marlon Harewood, hàng trước Don Hutchison, Carl Fletcher, Elliott Ward và Mark Noble (cầm cờ)

Với đội bóng thi đấu ở Premier League, có một nhu cầu xây dựng lại đội hình. Cầu thủ của Oxford United, Joey Beauchamp, đã được chiêu mộ với giá 1,2 triệu bảng Anh. Tuy nhiên, ngay sau khi đến câu lạc bộ, anh trở nên không hạnh phúc, đề cập đến cảm giác nhớ nhà từ quê hương Oxford của mình là nguyên nhân. Riêng Bonds thấy thái độ này khó hiểu so với tinh thần cam kết và không từ bỏ của riêng mình; cung cấp cho Bonds thêm bằng chứng về sự suy tàn trong trò chơi hiện đại và cầu thủ hiện đại. Năm mươi tám ngày sau, Beauchamp đã ký hợp đồng với Swindon Town với mức giá kỷ lục của câu lạc bộ là 800.000 bảng Anh, trong đó bao gồm cầu thủ phòng ngự Adrian Whitbread sang hướng ngược lại. Whitbread được định giá 750.000 bảng Anh trong thỏa thuận.
Trợ lý huấn luyện viên Harry Redknapp cũng đã đảm nhận vai trò quan trọng hơn trong việc chuyển nhượng cầu thủ, với sự chấp thuận của câu lạc bộ. Với tin đồn về câu lạc bộ cũ của mình AFC Bournemouth sẵn lòng đưa ra một vị trí cho ông, ban điều hành West Ham và giám đốc điều hành của họ, Peter Storrie, đã đưa ra một động thái gây tranh cãi. Ban điều hành rất muốn không mất đi dịch vụ của Redknapp và đã đề xuất cho Bonds một vị trí ngoài các công việc hàng ngày của câu lạc bộ trong ban điều hành West Ham. Điều này sẽ cho phép họ bổ nhiệm Redknapp làm huấn luyện viên. Tuy nhiên, Bonds từ chối việc đề xuất và rời bỏ câu lạc bộ. Các cáo buộc của ông về sự lừa dối và thao túng từ ban điều hành và từ Redknapp tiếp tục gây ra sự bất đồng. Peter Storrie cho biết họ đã xử lý tình huống đúng đắn, nói: "Nếu Harry đã đi Bournemouth, có khả năng lớn Bill cũng sẽ từ chức, vì vậy chúng tôi đã ở trong tình huống không thể thắng. Chúng tôi buồn vì Bill ra đi, và đó là một đòn đau lớn nhưng đến lúc phải tiến lên và chúng tôi đã bổ nhiệm một huấn luyện viên xuất sắc."
Redknapp trở thành huấn luyện viên vào ngày 10 tháng 8 năm 1994.
Thời gian của Redknapp tại West Ham được chú ý với sự thay đổi cầu thủ trong thời gian ông làm huấn luyện viên và với mức độ bóng đá hấp dẫn và thành công chưa từng thấy kể từ thời gian John Lyall làm huấn luyện viên. Hơn 134 cầu thủ đã đi qua câu lạc bộ trong thời gian ông làm huấn luyện viên, tạo ra khoản thất thoát tiền chuyển nhượng ròng lên đến 16 triệu bảng Anh, mặc dù đã bán Rio Ferdinand với giá 18 triệu bảng Anh cho Leeds United. Một số trong số đó đã đạt được thành công nổi bật, chẳng hạn như việc chiêu mộ Stuart Pearce, Trevor Sinclair, Paolo Di Canio, John Hartson, Eyal Berkovic và Ian Wright. Trong khi đó, một số cầu thủ quốc tế có giá trị đắt đỏ đã thất bại tại West Ham, như Florin Raducioiu; Davor Šuker, người kiếm được số tiền lương bằng tổng doanh thu thu được từ một khán đài và chỉ thi đấu trong 8 trận; Christian Bassila, có giá 720.000 bảng Anh nhưng chỉ thi đấu 86 phút; Titi Camara; Gary Charles, lương của anh là 4,4 triệu bảng Anh nhưng chỉ ra sân đá chính cho câu lạc bộ trong 3 trận; Rigobert Song; Paulo Futre; và Marco Boogers, một cầu thủ thường được nhắc đến là một trong những thất bại lớn nhất trong lịch sử Premier League. Mùa giải đầu tiên của ông làm huấn luyện viên đã thấy West Ham chiến đấu với nguy cơ rớt hạng cho đến những tuần cuối cùng, trong khi mùa giải thứ ba của ông cũng sẽ đối mặt với cuộc chiến rớt hạng khác. Luôn sẵn lòng tham gia thị trường chuyển nhượng, Redknapp đã mua John Hartson và Paul Kitson trong kỳ chuyển nhượng mùa đông, hai cầu thủ này đã mang lại động lực cần thiết vào cuối mùa giải.
Năm 1999, West Ham đã kết thúc vị trí thứ năm, vị trí cao nhất của họ trong giải đấu hàng đầu kể từ năm 1986. Họ cũng giành chiến thắng trong Giải vô địch Intertoto, vượt qua câu lạc bộ Pháp Metz để giành quyền tham dự UEFA Cup 1999–2000. Tuy nhiên, sau khi bán Rio Ferdinand cho Leeds với giá 18 triệu bảng Anh vào tháng 11 năm 2000, tình hình bắt đầu trở nên khó khăn đối với Redknapp. Ông đã sử dụng số tiền chuyển nhượng không hiệu quả với các cầu thủ như Ragnvald Soma, có giá 800.000 bảng Anh nhưng chỉ thi đấu 7 trận liên đới; Camara và Song. Redknapp cảm thấy mình cần thêm tiền để thương thảo trong thị trường chuyển nhượng. Chủ tịch Terry Brown đã mất kiên nhẫn với những yêu cầu về tiền chuyển nhượng từ phía Redknapp. Vào tháng 6 năm 2001, trong một cuộc họp mà Brown kỳ vọng sẽ thảo luận về hợp đồng, ông đã sa thải Redknapp. Trợ lý của ông, Frank Lampard Sr., cũng rời đi, điều này khiến việc bán con trai ông, Frank Lampard Jr., không thể tránh khỏi; vào mùa hè năm 2001, cậu gia nhập Chelsea với giá 11 triệu bảng Anh.
Với một số cái tên như cựu cầu thủ Alan Curbishley đã được liên kết với vị trí huấn luyện viên, Chủ tịch Brown đã tuyển dụng từ bên trong câu lạc bộ, bổ nhiệm HLV đội dự bị Glenn Roeder làm huấn luyện viên vào ngày 9 tháng 5 năm 2001. Trước đó, Roeder đã thất bại khi làm huấn luyện viên tại Gillingham, nơi ông thua 22 trong 35 trận mà ông quản lý, và Watford. Hai bản hợp đồng lớn đầu tiên của ông là tái ký hợp đồng với Don Hutchison với giá 5 triệu bảng Anh và hậu vệ trung tâm người Séc Tomáš Řepka. Kết thúc mùa giải đầu tiên của mình ở vị trí thứ bảy Roeder, tại văn phòng của Upton Park, bị tắc động mạch máu ở não. Do cần sự giúp đỡ y tế và phục hồi, cựu huyền thoại Trevor Brooking đảm nhận vai trò làm quản lý tạm thời. Mặc dù không thua trận nào thêm, West Ham bị rớt hạng vào ngày cuối cùng của mùa giải tại Birmingham City với kỷ lục về điểm số cho một câu lạc bộ bị rớt hạng là 42 điểm sau 38 trận đấu. Mười mùa giải hàng đầu đã kết thúc. Nhiều cầu thủ hàng đầu, bao gồm Joe Cole, Di Canio và Kanouté, đều rời câu lạc bộ.
Mùa giải tiếp theo, khi đã chuyển xuống hạng hai, Roeder tiếp tục thời gian làm HLV. Tuy nhiên, kết quả vẫn kém, và sau khi thua trận trên sân khách trước Rotherham United vào ngày 24 tháng 8 năm 2003, ông bị sa thải. Brooking tiếp tục đảm nhiệm vai trò làm quản lý tạm thời. Ông chỉ thua một trận, là thất bại 0–2 trên sân khách trước Gillingham và được biết đến như là "nhà quản lý xuất sắc nhất mà West Ham chưa từng có."
Cựu cầu thủ của Crystal Palace và HLV của Reading, Alan Pardew, được dự kiến là người tiếp theo trên băng ghế huấn luyện. Reading và chủ tịch John Madejski, tuy nhiên, không muốn để ông ra đi. Sau một thời gian phục vụ thông báo và nghỉ phép trong vườn, và với West Ham trả cho Reading 380.000 bảng Anh làm bồi thường, ông đã được bổ nhiệm làm HLV vào ngày 18 tháng 10 năm 2003, trở thành HLV thứ mười của họ. Pardew đã bắt đầu tái thiết đội hình bằng việc đưa vào Nigel Reo-Coker, Marlon Harewood và Brian Deane. Trong mùa giải đầu tiên dẫn dắt, họ đã vào chung kết play-off nhưng thất bại trước Crystal Palace. Những tân binh của ông là Bobby Zamora, Matthew Etherington và hai cựu cầu thủ kỳ cựu Chris Powell và Teddy Sheringham giúp West Ham kết thúc ở vị trí thứ sáu và sau đó đánh bại Preston North End 1–0 nhờ bàn thắng của Zamora trong trận chung kết play-off năm 2005, giành quyền trở lại Premier League. Sau khi đảm bảo được việc thăng hạng, Pardew nói: "Đó là một sự nỗ lực của đội. Chúng tôi đã phòng thủ tốt và đã quay trở lại nơi chúng tôi thuộc về."

### Những năm cuối tại Boleyn (2005–2016)
Sau khi trở lại hạng đấu cao nhất, West Ham kết thúc mùa giải ở vị trí thứ chín, Tuy nhiên, điểm sáng của mùa giải 2005-2006 là việc đạt đến trận chung kết FA Cup và dẫn đầu đội bóng Liverpool vào loạt sút luân lưu sau khi hòa 3-3. West Ham thua loạt sút luân lưu, nhưng vẫn được tham gia UEFA Cup mùa giải sau do Liverpool đã đủ điều kiện tham dự Champions League. Vào tháng 8 năm 2006, West Ham đã hoàn tất việc ký hợp đồng hai ngôi sao Carlos Tevez và Javier Mascherano vào ngày cuối cùng của kỳ chuyển nhượng. Câu lạc bộ sau đó đã được mua bởi một tập đoàn Icelandic, do Eggert Magnússon dẫn đầu, vào tháng 11 năm 2006. HLV Alan Pardew đã bị sa thải sau phong độ kém trong mùa giải và được thay thế bởi cựu HLV của Charlton Athletic, Alan Curbishley.
Việc ký hợp đồng với Mascherano và Tevez đã được Ban tổ chức Premier League điều tra, lo ngại rằng các chi tiết của việc chuyển nhượng đã bị bỏ sót trong các hồ sơ chính thức. Câu lạc bộ đã bị xử phạt 5,5 triệu bảng vào tháng 4 năm 2007. Tuy nhiên, West Ham đã tránh được một số điểm bị trừ, điều quan trọng cuối cùng đã giúp họ tránh xuống hạng vào cuối mùa giải 2006–07. Sau sự kiện này, Chủ tịch Wigan Athletic Dave Whelan, được hỗ trợ bởi các đội đang đối mặt với nguy cơ xuống hạng như Fulham và Sheffield United, đã đe dọa đưa vụ việc ra tòa án. West Ham đã trụ lại giải đấu bằng cách giành chiến thắng trong bảy trận trong số chín trận cuối cùng của mùa giải, bao gồm chiến thắng 1-0 trước Arsenal, và vào ngày cuối cùng của mùa giải, đánh bại Manchester United mới đăng quang giải đấu 1-0 bằng bàn thắng của Tevez để kết thúc ở vị trí thứ 15.
Trong mùa giải 2007-2008, West Ham duy trì mức ổn định tương đối trong nửa trên bảng xếp hạng giải đấu, với sự góp mặt của cầu thủ Freddie Ljungberg, mặc dù đội bị đầy thương tích; tân binh Craig Bellamy đã bỏ lỡ phần lớn mùa giải, trong khi Kieron Dyer đã bị chấn thương từ tháng 8 năm 2007. Trận cuối cùng của mùa giải, tại Boleyn Ground, West Ham hòa 2-2 với Aston Villa, đảm bảo vị trí thứ mười, vượt qua Tottenham Hotspur ba điểm. Đây là sự cải thiện năm vị trí so với mùa giải trước đó, và quan trọng nhất là West Ham không phải đối mặt với nguy cơ xuống hạng.
Sau một cuộc xung đột với ban quản trị về việc bán các hậu vệ Anton Ferdinand và George McCartney cho Sunderland, HLV Alan Curbishley từ chức vào ngày 3 tháng 9 năm 2008. Người kế nhiệm ông là cựu tiền đạo Chelsea Gianfranco Zola, người nhậm chức vào ngày 11 tháng 9 năm 2008, trở thành HLV không phải người Anh đầu tiên của câu lạc bộ. Trong mùa giải 2008-2009, West Ham kết thúc ở vị trí thứ chín, cải thiện một vị trí.
Trong mùa giải 2009-2010, West Ham bắt đầu mạnh mẽ với chiến thắng 2-0 trước đội mới lên hạng Wolverhampton Wanderers, với các bàn thắng của Mark Noble và thuyền trưởng mới Matthew Upson. Trận đấu League Cup giữa West Ham và đối thủ cũ Millwall gây ra bạo loạn bên ngoài sân và tấn công sân cỏ cũng như rối loạn đám đông bên trong Upton Park.
Vào tháng 8 năm 2009, các vấn đề tài chính của các công ty mẹ của chủ sở hữu Iceland khiến các chủ sở hữu hiện tại không thể cung cấp bất kỳ khoản tiền nào cho đến khi tìm được chủ sở hữu mới. Nhà tài trợ áo của câu lạc bộ, SBOBET, đã giúp đỡ câu lạc bộ mua một tiền đạo cần thiết hơn, người Ý Alessandro Diamanti.
West Ham có một mùa giải tồi tệ, phải chiến đấu kéo dài để tránh xuống hạng. Họ cuối cùng đã giữ vững vị trí sau khi đánh bại Wigan 3-2 với hai trận còn lại. Câu lạc bộ đã giành được 35 điểm sau 38 trận, ít hơn 7 điểm so với tổng số điểm mà họ đã có khi xuống hạng bảy năm trước đó.
Ngày 11 tháng 5 năm 2010, hai ngày sau khi kết thúc mùa giải 2009-10, West Ham thông báo chấm dứt hợp đồng với Zola ngay lập tức. Vào ngày 3 tháng 6 năm 2010, Avram Grant ký hợp đồng bốn năm để trở thành huấn luyện viên tiếp theo của West Ham, tùy thuộc vào giấy phép làm việc. Phong độ của West Ham tiếp tục kém cỏi, đội hiếm khi thoát khỏi vùng xuống hạng, đặt tương lai của Grant như một HLV dưới sự đe dọa nghiêm trọng. Chiến thắng 4-0 trong trận tứ kết Football League Cup trước Manchester United là một điểm sáng duy nhất trong mùa giải thất vọng này. Phong độ của West Ham tại Premier League không ảnh hưởng đến thành tích của họ ở hai cúp trong nước. Các Hammers đã vào bán kết League Cup trước khi bị loại bởi Birmingham City, đội đã giành chức vô địch.
Vào ngày 15 tháng 5 năm 2011, việc West Ham xuống hạng xuống hạng xuống Championship đã được xác nhận sau một cuộc lội ngược dòng từ Wigan tại DW Stadium. Với West Ham dẫn 2-0 ở hiệp một nhờ hai bàn thắng của Demba Ba, Wigan đã lội ngược dòng để giành chiến thắng 3-2 nhờ bàn thắng vào thời gian bù giờ của Charles N'Zogbia. Sau thất bại này, West Ham thông báo sa thải HLV Avram Grant chỉ sau một mùa giải làm việc. Vào ngày 1 tháng 6 năm 2011, Sam Allardyce đã được bổ nhiệm làm HLV thay thế cho Grant.
Vào mùa giải Football League Championship 2011–12, câu lạc bộ West Ham hoàn thành vị trí thứ ba với 86 điểm và tham gia vào vòng play-off. Họ đã đánh bại Cardiff City trong bán kết play-off với tổng tỷ số 5-0 để vào chung kết với Blackpool tại Wembley vào ngày 19 tháng 5 năm 2012. Carlton Cole mở tỉ số, và mặc dù Blackpool gỡ hòa ở đầu hiệp hai, Ricardo Vaz Tê ghi bàn thắng quyết định cho West Ham ở phút 87.
Sau khi trở lại Premier League, West Ham đã ký hợp đồng với các cựu cầu thủ James Collins và George McCartney cùng một số cầu thủ như Matt Jarvis và Andy Carroll theo hợp đồng cho mượn. Họ đã giành chiến thắng trong trận đầu tiên của mùa giải, vào ngày 18 tháng 8 năm 2012, với tỷ số 1-0 trước Aston Villa nhờ bàn thắng của Kevin Nolan. Điểm nhấn trong nửa đầu mùa giải là chiến thắng 3-1 trên sân nhà trước nhà vô địch châu Âu Chelsea vào ngày 1 tháng 12 năm 2012, đưa họ lên vị trí thứ tám, và kết thúc năm ở vị trí thứ 12. Vào ngày 22 tháng 3 năm 2013, West Ham đã ký kết hợp đồng thuê đất dài hạn 99 năm cho Olympic Stadium, dự kiến sẽ trở thành sân nhà của họ từ mùa giải 2016-17. Họ đứng thứ mười ở cuối mùa giải với chín chiến thắng trên sân nhà và chỉ có ba chiến thắng trên sân khách. West Ham chỉ ghi được 11 bàn thắng khi thi đấu trên sân khách, là con số thấp nhất trong toàn bộ giải đấu.
Trong mùa giải 2013–14, West Ham kết thúc ở vị trí thứ 13 trong giải Ngoại hạng Anh. Họ cũng tiến vào bán kết Cúp Liên đoàn trước khi thua tổng tỷ số 9–0 trước nhà vô địch cuối cùng Manchester City. Điểm đáng chú ý trong mùa giải này là các chỉ trích về chiến thuật chơi bóng tiêu cực của HLV Sam Allardyce từ phía người hâm mộ. Trong mùa giải 2014–15, West Ham kết thúc ở vị trí thứ 12, cao hơn một bậc so với mùa trước. Ngay sau trận đấu cuối cùng của mùa giải, vào ngày 24 tháng 5 năm 2015, câu lạc bộ thông báo rằng hợp đồng của Sam Allardyce sẽ không được gia hạn và họ đang tìm kiếm một HLV mới. Bằng cách giành vị trí đầu bảng Bảng xếp hạng Công bằng của giải Ngoại hạng Anh mùa giải 2014–15, West Ham giành vé dự Europa League 2015–16, bắt đầu từ vòng loại thứ nhất.
Vào ngày 9 tháng 6 năm 2015, cựu cầu thủ West Ham Slaven Bilić được bổ nhiệm làm HLV với hợp đồng ba năm. Trong trận thứ tư dưới quyền của Bilić, đội đã giành chiến thắng trên sân Anfield lần đầu tiên sau 52 năm, đánh bại Liverpool 0–3 với các bàn thắng của Manuel Lanzini, Mark Noble và Diafra Sakho. Vào cuối mùa giải, West Ham kết thúc ở vị trí thứ 7 trong giải Ngoại hạng Anh. Đội đã phá nhiều kỷ lục của câu lạc bộ trong kỷ nguyên Ngoại hạng Anh, bao gồm số điểm cao nhất (62), số bàn thắng nhiều nhất trong một mùa giải (65), số trận thua ít nhất trong một mùa giải (8) và số trận thua xa nhà ít nhất (5). Mùa giải này cũng đánh dấu mùa giải cuối cùng câu lạc bộ thi đấu tại sân Boleyn Ground, trước khi chuyển sang London Stadium từ mùa giải kế tiếp, kết thúc 112 năm ở sân vận động này.

### Chuyển đến Sân vận động London và thành công ở châu Âu (2016–)
Sau khi Manchester United giành chiến thắng tại Chung kết Cúp FA 2016, West Ham được tham gia Europa League và giành quyền tham dự vòng sơ loại thứ ba của giải phiên bản 2016–17. Kết thúc mùa giải đầu tiên tại Sân vận động London với nhiều khó khăn, đội bóng xếp thứ 11 và phải đối mặt với việc mất đi cầu thủ chủ chốt Dimitri Payet. Tuy nhiên, đội bóng bắt đầu mùa giải tiếp theo rất tệ, chỉ giành được hai chiến thắng trong 11 trận đầu. Sau thất bại 1–4 trước Liverpool trên sân nhà và đứng trước nguy cơ xuống hạng, Bilić đã bị sa thải vào ngày 6 tháng 11 năm 2017. Ông đã được thay thế bởi cựu HLV Sunderland, David Moyes, với hợp đồng đến cuối mùa giải. Đội bóng đã trải qua những biến động không ổn định trong phần còn lại của mùa giải nhưng đã tránh khỏi việc xuống hạng và kết thúc ở vị trí thứ 13. Moyes không được đề xuất hợp đồng mới và rời khỏi câu lạc bộ vào ngày 16 tháng 5 năm 2018.
Vào ngày 22 tháng 5 năm 2018, câu lạc bộ bổ nhiệm cựu HLV Manchester City Manuel Pellegrini làm HLV mới với hợp đồng ba năm. Trong mùa giải đầu tiên dẫn dắt, Hammers xếp thứ 10, một lần nữa gặp khó khăn do không đều đặn trong phong độ. Tuy nhiên, sau một nửa đầu mùa giải tiếp theo thảm hại, Pellegrini đã bị sa thải vào tháng 12 năm 2019 khi đội bóng chỉ còn hơn nhóm xuống hạng một điểm. Trận đấu cuối cùng dưới thời ông là thất bại 1–2 trên sân nhà trước Leicester City. Ông đã được thay thế bởi David Moyes, người trở lại dẫn dắt câu lạc bộ trong một kỳ hợp đồng kéo dài 18 tháng vào ngày hôm sau.
Ngày 22 tháng 7 năm 2020, câu lạc bộ đã giữ vững vị trí trong Premier League cho mùa giải tiếp theo sau trận hòa 1–1 trên sân khách với Manchester United. Trước mùa giải 2020–21, chủ sở hữu của West Ham đã nhận được sự phê phán, bao gồm từ đội trưởng câu lạc bộ Mark Noble, người đã công khai chỉ trích việc bán cựu cầu thủ trưởng thành tại Học viện, Grady Diangana. Mặc dù đã thua cả hai trận đầu mùa, phong độ của West Ham đã cải thiện và vào cuối tháng 11, câu lạc bộ đứng thứ năm trên bảng xếp hạng. Câu lạc bộ sẽ không rớt ra khỏi vị trí dự cúp châu Âu trong suốt mùa giải và đã giành quyền tham dự vòng bảng Europa League mùa giải 2021–22 UEFA Europa League sau khi xếp thứ sáu, vượt qua nhiều kỳ vọng. Moyes đã ký hợp đồng mới 3 năm vào ngày 12 tháng 6 năm 2021.
Ngày 26 tháng 8 năm 2021, West Ham đã được gọi vào bảng H tại Europa League, cùng với Dinamo Zagreb, Genk và Rapid Wien. Năm 2021 kết thúc với West Ham đứng thứ năm trong Premier League, vượt qua vòng 5 cúp EFL và giành ngôi nhất bảng H tại Europa League. West Ham thắng ba trận đầu tiên của mùa 2022, tạm thời nâng câu lạc bộ lên vị trí thứ tư trong Premier League. Ngày 10 tháng 3 năm 2022, West Ham thua 0–1 trên sân của Sevilla ở vòng 16 Europa League, trước khi thắng 2–0 sau hiệp phụ bảy ngày sau đó để giữ vị trí của West Ham trong tứ kết châu Âu lần đầu tiên sau 41 năm. Ngày 14 tháng 4 năm 2022, sau trận hòa 1–1 một tuần trước tại sân London, West Ham đánh bại câu lạc bộ Pháp Lyon 3–0 tại Parc Olympique Lyonnais để giành quyền vào bán kết Europa League lần đầu tiên của West Ham kể từ năm 1976. Trước Frankfurt - đối thủ đã gặp ở bán kết Cúp C2 châu Âu năm 1976, Hammers bị loại khỏi Europa League sau khi thua tổng tỷ số 3–1 trước đội bóng Đức. Kết thúc mùa giải Premier League 2021–22, West Ham xác nhận mùa giải thứ hai liên tiếp tham dự cúp châu Âu, giành quyền tham dự UEFA Europa Conference League sau khi xếp thứ bảy. Mùa giải cũng đánh dấu trận cuối cùng của Mark Noble như một cầu thủ West Ham, với tiền vệ này chấm dứt sự nghiệp sau 18 năm gắn bó với câu lạc bộ, thi đấu 550 trận trong tất cả các giải đấu, ghi được 62 bàn thắng. Bằng việc xếp thứ 7 trong mùa giải Premier League 2021–22, West Ham đã giành quyền tham dự vòng play-off của Europa Conference League mùa giải 2022–23 UEFA Europa Conference League.
Mùa giải 2022–23 là một mùa giải đầy biến động đối với Hammers. Câu lạc bộ kết thúc ở vị trí thứ 14 trên bảng xếp hạng Premier League, chỉ giữ vững vị trí trong giải đấu vào lúc còn hai trận đấu lại và bị loại khỏi Cúp Liên đoàn bởi đối thủ thuộc hạng dưới, trong một mùa giải khiến HLV David Moyes phải đối mặt với áp lực. Vào tháng 1 năm 2023, Mark Noble trở lại câu lạc bộ với vai trò giám đốc thể thao. Mặc dù gặp khó khăn trong mùa giải trong nước, West Ham đã tỏa sáng ở Europa Conference League. Câu lạc bộ tiến vào trận chung kết mà không thua, giành chiến thắng trong 13 trận và hòa chỉ một lần. Họ đã tiến tới giành chiếc cúp sau khi đánh bại Fiorentina với tỷ số 2-1 trong trận chung kết, giành được danh hiệu lớn đầu tiên kể từ năm 1980 và cúp châu Âu đầu tiên trong 58 năm.

## Danh sách cầu thủ

### Đội hình chính
Tính đến 9 tháng 8 năm 2025
Ghi chú: Quốc kỳ chỉ đội tuyển quốc gia được xác định rõ trong điều lệ tư cách FIFA. Các cầu thủ có thể giữ hơn một quốc tịch ngoài FIFA.
| Số | VT | Quốc gia | Cầu thủ                   |
| -- | -- | -------- | ------------------------- |
| 1  | TM | Đan Mạch | Mads Hermansen            |
| 2  | HV | Anh      | Kyle Walker-Peters        |
| 3  | HV | Anh      | Maximilian Kilman         |
| 4  | TV | México   | Edson Álvarez             |
| 5  | HV | Maroc    | Nayef Aguerd              |
| 7  | TĐ | Hà Lan   | Crysencio Summerville     |
| 8  | TV | Anh      | James Ward-Prowse         |
| 9  | TĐ | Anh      | Callum Wilson             |
| 10 | TV | Brasil   | Lucas Paquetá             |
| 11 | TĐ | Đức      | Niclas Füllkrug           |
| 12 | HV | Sénégal  | El Hadji Malick Diouf     |
| 15 | HV | Hy Lạp   | Konstantinos Mavropanos   |
| 17 | TV | Brasil   | Luis Guilherme            |
| 20 | TĐ | Anh      | Jarrod Bowen (đội trưởng) |
| 21 | TM | Anh      | Wes Foderingham           |

| Số | VT | Quốc gia               | Cầu thủ           |
| -- | -- | ---------------------- | ----------------- |
| 22 | TĐ | Bờ Biển Ngà            | Maxwel Cornet     |
| 23 | TM | Pháp                   | Alphonse Areola   |
| 24 | TV | Argentina              | Guido Rodríguez   |
| 25 | HV | Pháp                   | Jean-Clair Todibo |
| 28 | TV | Séc                    | Tomáš Souček      |
| 29 | HV | Cộng hòa Dân chủ Congo | Aaron Wan-Bissaka |
| 30 | HV | Anh                    | Oliver Scarles    |
| 32 | TV | Anh                    | Freddie Potts     |
| 33 | HV | Ý                      | Emerson Palmieri  |
| 39 | TV | Scotland               | Andy Irving       |
| 40 | TV | Anh                    | George Earthy     |
| 47 | TM | Hungary                | Krisztián Hegyi   |
| 50 | TĐ | Bắc Ireland            | Callum Marshall   |
| 61 | TV | Anh                    | Lewis Orford      |

### Cho mượn
Ghi chú: Quốc kỳ chỉ đội tuyển quốc gia được xác định rõ trong điều lệ tư cách FIFA. Các cầu thủ có thể giữ hơn một quốc tịch ngoài FIFA.
| Số | VT | Quốc gia    | Cầu thủ                                                                  |
| -- | -- | ----------- | ------------------------------------------------------------------------ |
| —  | TM | Hungary     | Krisztián Hegyi (cho mượn tới Motherwell đến 31 tháng 5 năm 2025)        |
| 50 | TĐ | Bắc Ireland | Callum Marshall (cho mượn tới Huddersfield Town đến 31 tháng 5 năm 2025) |
| 53 | HV | Anh         | Levi Laing (cho mượn tới Cheltenham Town đến 31 tháng 5 năm 2025)        |
| 54 | TV | Bắc Ireland | Patrick Kelly (cho mượn từ Doncaster Rovers đến 31 tháng 5 năm 2025)     |
| 65 | HV | Bắc Ireland | Michael Forbes (cho mượn ở Bristol Rovers đến 31 tháng 5 năm 2025)       |

## Ban điều hành câu lạc bộ

### Ban lãnh đạo
Tính đến 2 tháng 7 năm 2024
| Chức vụ                                      | Tên                     |
| -------------------------------------------- | ----------------------- |
| Đồng chủ tịch                                | David Sullivan          |
| Đồng chủ tịch                                | Vanessa Gold            |
| Phó chủ tịch                                 | Karren Brady CBE        |
| Giám đốc                                     | Daniel Křetínský        |
| Giám đốc                                     | Pavel Horský            |
| Giám đốc                                     | Peter Mitka             |
| Giám đốc                                     | Jiří Švarc              |
| Giám đốc                                     | Jack Sullivan           |
| Giám đốc                                     | David Sullivan Jr.      |
| Giám đốc                                     | Daniel Cunningham       |
| Giám đốc không điều hành                     | Daniel Harris           |
| Giám đốc không điều hành                     | J. Albert "Tripp" Smith |
| Chủ tịch danh dự                             | Terry Brown             |
| Thư ký câu lạc bộ                            | Andrew Pincher          |
| Giám đốc tài chính                           | Andy Mollett            |
| Giám đốc dự án và hoạt động sân vận động     | Philippa Cartwright     |
| Giám đốc điều hành, tiếp thị và truyền thông | Tara Warren             |
| Đại sứ câu lạc bộ                            | Tony Carr MBE           |
| Giám đốc thể thao                            | Mark Noble              |
| Giám đốc kỹ thuật                            | Tim Steidten            |

### Ban huấn luyện
| Chức vụ                                                                  | Tên                  |
| ------------------------------------------------------------------------ | -------------------- |
| Huấn luyện viên trưởng                                                   | Julen Lopetegui      |
| Trợ lý huấn luyện viên trưởng                                            | Pablo Sanz           |
| Giám đốc & trợ lý huấn luyện viên                                        | Oscar Caro           |
| Chuyên viên phân tích & trợ lý huấn luyện viên                           | Juan Vicente Peinado |
| Huấn luyện viên thủ môn đội một                                          | Xavi Valero          |
| Huấn luyện viên sức khỏe                                                 | Borja de Alba        |
| Huấn luyện viên kỹ thuật                                                 | Edu Rubio            |
| Huấn luyện viên đội học viện & Giám đốc huấn luyện và phát triển cầu thủ | Terry Westley        |
| Giám đốc quản lý hoạt động học viện và phát triển cầu thủ                | Ricky Martin         |
| Giám đốc y tế                                                            | Richard Collinge     |
| Giám đốc hồi phục sức khỏe của đội một                                   | Eamon Swift          |
| Giám đốc vật lý trị liệu                                                 | Dominic Rogan        |

## Thành tích
- Giải vô địch quốc gia: 
  - Hạng 3 mùa bóng 1985-1986
- Cúp FA: 3
  - 1964, 1975, 1980
- Siêu cúp bóng đá Anh: 1
  - 1964* (* đồng đoạt cúp)
- UEFA Cup Winners' Cup/Cúp C2: 1
  - 1965
- Cúp Intertoto: 1
  - 1999
- UEFA Europa Conference League: 1
  - 2022-23

## Trong văn hóa đại chúng
Trong bộ phim hài kịch nổi tiếng của Anh Till Death Us Do Part và các phần tiếp theo Till Death... và In Sickness and in Health, nhân vật Alf Garnett có niềm đam mê lớn nhất trong cuộc đời là đội bóng đá địa phương West Ham United, và điều này xuất hiện suốt thời gian phim chiếu. Có nhiều tập phim tập trung vào việc Alf ủng hộ West Ham như tập 5 của mùa thứ 4 "Up The Hammers", và đặc biệt là việc anh thần tượng các huyền thoại của câu lạc bộ như Bobby Moore và Martin Peters, cả hai đều xuất hiện trong cùng một tập.